# Calathea littoralis
Calathea littoralis är en strimbladsväxtart som först beskrevs av Carl Friedrich von Ledebour och Robert Sweet, och fick sitt nu gällande namn av Friedrich August Körnicke. Calathea littoralis ingår i släktet Calathea och familjen strimbladsväxter. Inga underarter finns listade.